# Can Moncau
Can Moncau (correctament: Can Montcau) és una masia de Lliçà d'Amunt inclosa en l'Inventari del Patrimoni Arquitectònic de Catalunya. En l'actualitat forma part del complex logístic que l'empresa Mango està construint als terrenys de la finca.

## Descripció
Can Montcau representa la tipologia clàssica de la masia que queda establerta a partir del segle xvi, coincidint amb un període de recuperació del camp. Un cop establerta la tipologia de tres cossos amb la sala ocupant el cos central, es fa evident la simetria compositiva de la façana, que és una de les característiques de les masies del segle xvi. És encerclada per una muralla. Originàriament, era una masia de tres cossos paral·lels; posteriorment, se n'hi va afegir un al costat sud, per habitacions, i un altre al costat nord, utilitzat com a celler.
A la porta principal, que és d'arc de mig punt fet de dovelles, s'hi accedeix per mitjà d'uns esglaons de granit. A la pedra clau hi ha un escut. A banda i banda de la porta, hi ha un pedrís. A la finestra de la dreta de la porta, que és de llinda plana, hi ha gravada la data, 1668, i un motiu d'entrellaç. Així mateix, conserva una reixa de ferro forjat de llangardaix.

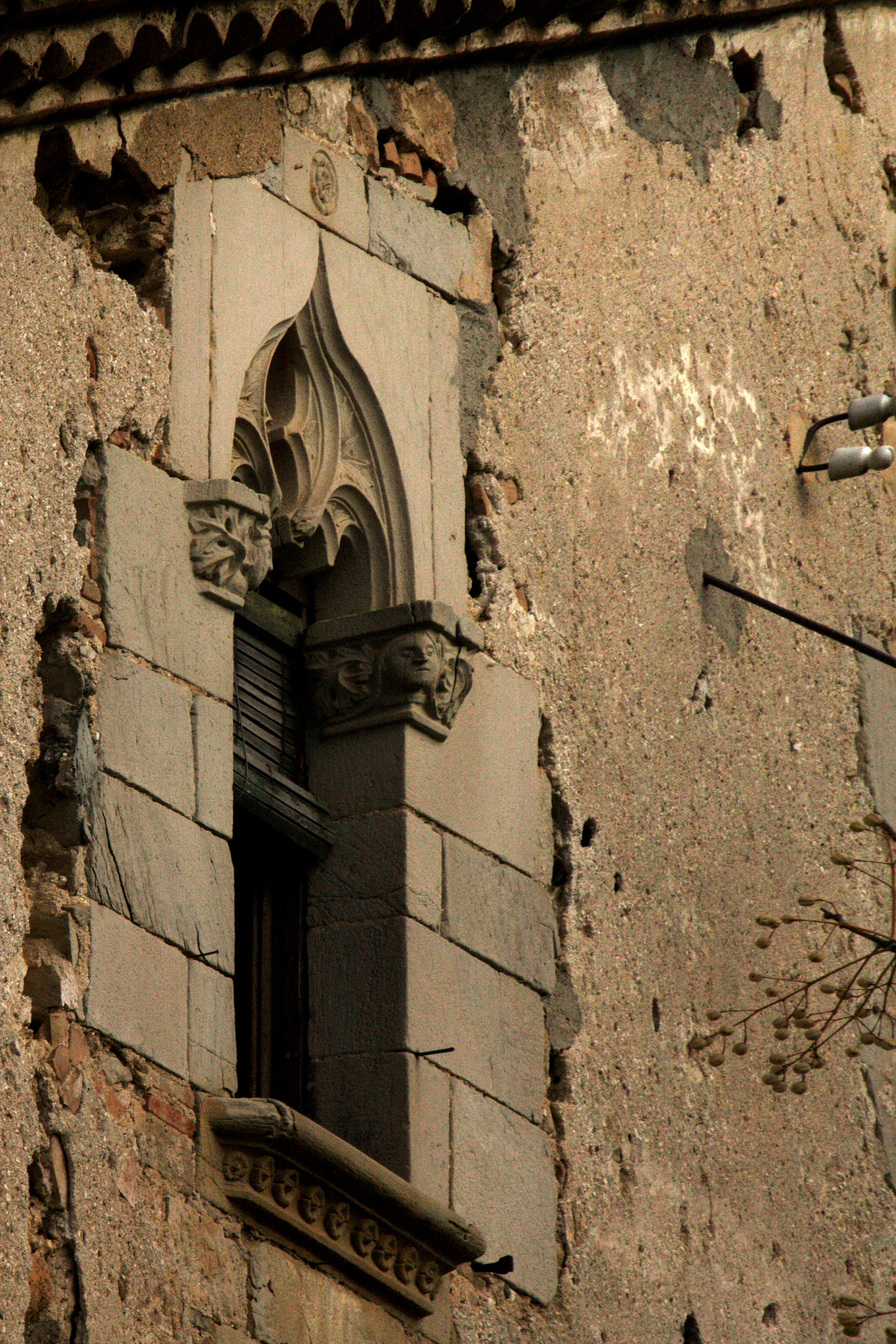
Finestra lateral del 1r. pis

Les obertures del primer pis són de tipus gòtics i reflecteixen la màxima esplendor de la masia. Les de les habitacions són d'arc conopial amb l'interior lobulat i mascarons i decoració vegetal a les impostes. Per la riquesa decorativa destaca la finestra de la sala.

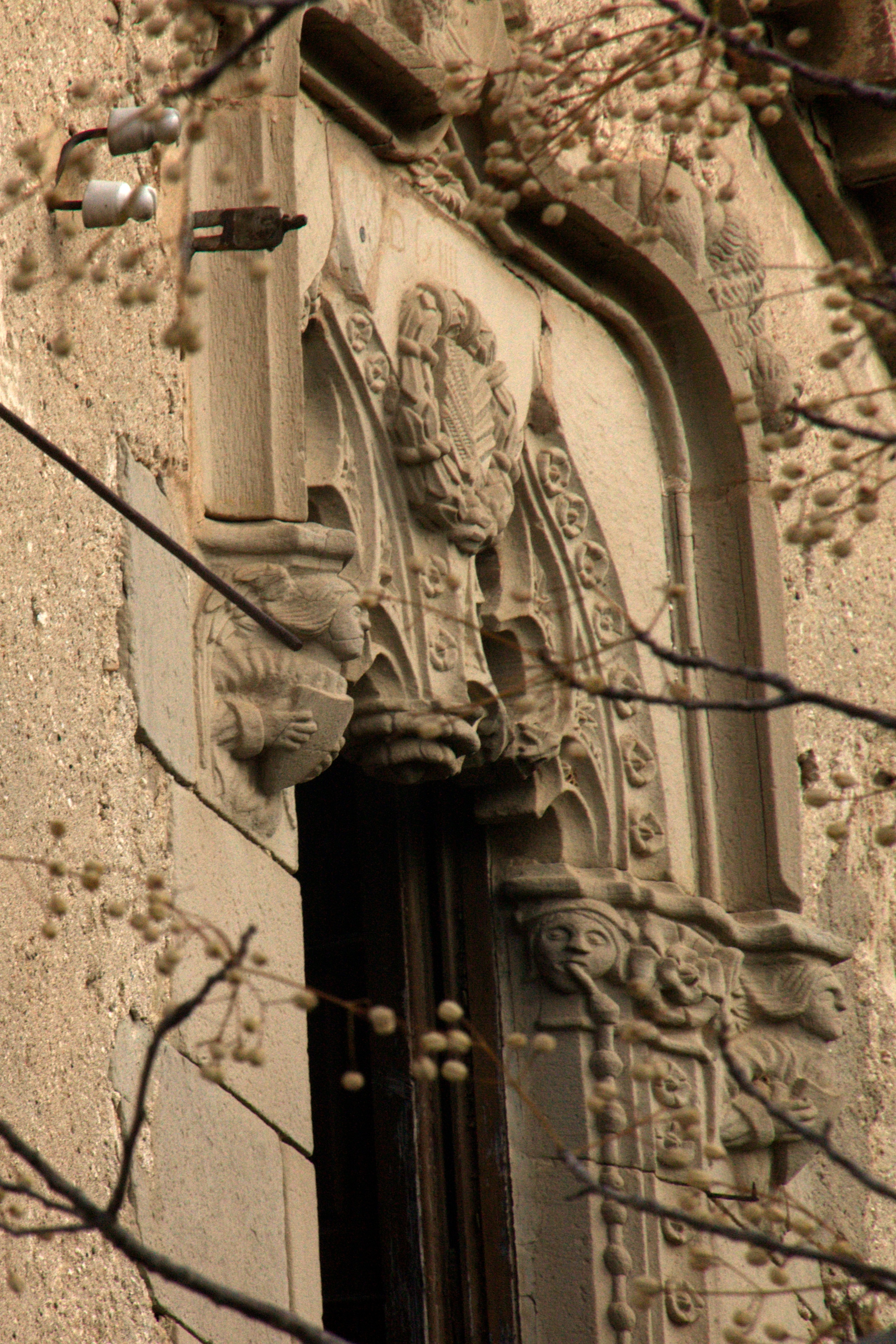
Finestra central del 1r. pis

La finestra lateral esquerra és de pedra d'arc conopial lobulada, sostinguda per unes impostes on hi ha dues cares envoltades de relleus vegetals. A la part superior central, un baix relleu en forma de rosa. Dels arcs lobulats surten unes nervadures, que junt amb els relleus de motius vegetals, decoren la part superior de la finestra. La balustrada està decorada a la part inferior amb una filera de rosetes molt estilitzades, emmarcades entre dues motllures.
La finestra lateral dreta, és de pedra d'arc conopial trilobulada sostinguda per unes impostes decorades amb relleus vegetals. Dels arcs lobulats surten unes nervadures i els espais que queden entre elles estan decorades, a la part esquerra amb una flor de sis pètals, i a la banda dreta amb una cara.
La part inferior de la balustrada acaba amb dues motllures paral·leles.
La finestra central és de pedra amb guardapols d'arc conopial, sostingut per dos angelets alats que aguanten uns escuts a les impostes. A la part central de l'arc, s'hi poden observar, molt deteriorades, dues figures d'ocell. Als extrems, seguint la motllura de l'arc, trobem dues figures de dragons antropomorfes, el de la dreta més gros i més ben treballat.
La finestra és geminada amb dos arcs trilobulats, i a la part central hi ha un escut envoltat per una corona. Resseguint l'arc, una decoració de rosetes molt estilitzades. La columna que feia de trencallums, ara desapareguda, sortia d'un petit capitell amb forma de rosa.
A les impostes hi trobem, a banda i banda, una rosa i una cara que aguanta amb la boca una corda plena de boletes, que baixa al llarg dels brancals per la part interior. Com a base dels brancals hi trobem dues fileres horitzontals de rosetes emmarcades dins unes motllures horitzontals.
La part inferior de la balustrada és decorada amb una altra filera de rosetes, aquestes més grosses.
L'interior de la masia conserva, gairebé intacta, la distribució de l'espai que es va establir al segle xvi. Entre les estances més significatives, destaquen, a la planta baixa, la cuina; al primer pis, la sala, que era una de les estances més significatives. També es conserven els festejadors a l'interior de les finestres de la façana principal.

## Història

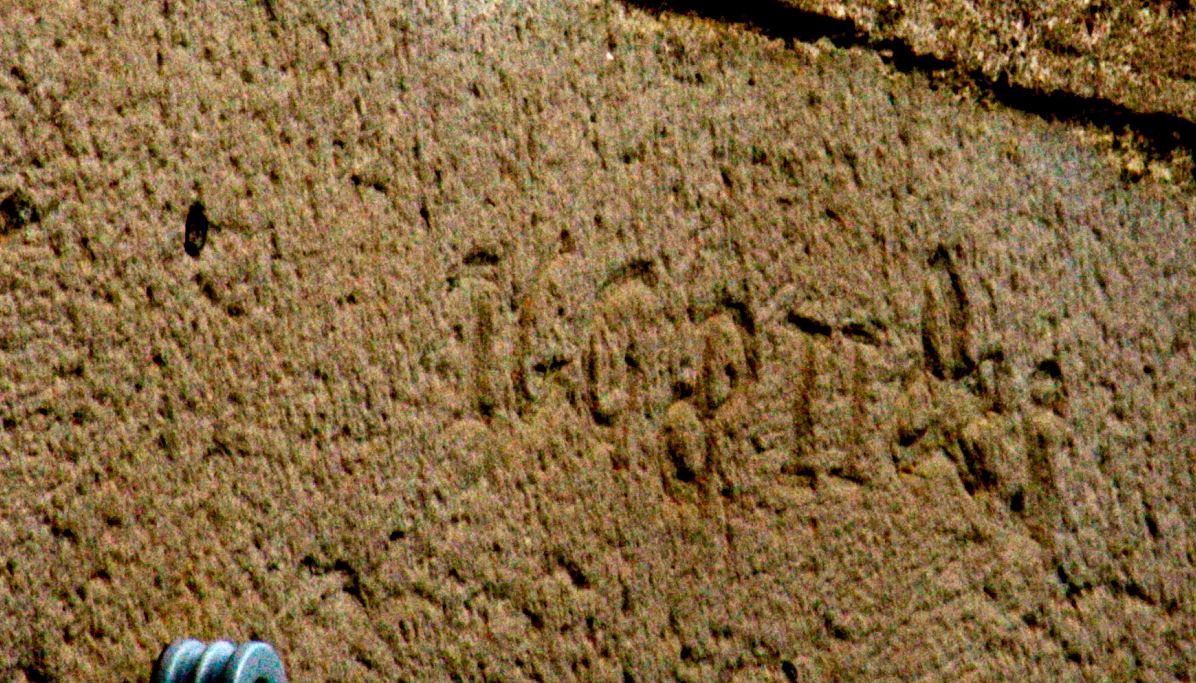
Llinda amb la data de 1668, al lateral esquerra de la planta baixa.

Tot i que la masia és del segle xvi, el nom Montcau no apareix en el fogatge de 1553. Probablement, aleshores rebia un altre nom. Potser, l'entrada al mas de Pere Montcau, a finals del segle xvi o a l'inici del segle xvii, va comportar aquest canvi. Pere Montcau era natural de Tagamanent, on encara es manté aquest topònim.
La família Montcau es troba documentada al llarg dels segles XVII, XVIII i inicis del XIX. Els Montcau formaven part d'una pagesia mitjana i benestant, de manera que alguns membres d'aquesta nissaga van ocupar càrrecs de responsabilitat en el govern de la baronia de Montbui. Aquesta posició els va portar a emparentar-se amb nissagues de característiques semblants a les seves del mateix poble i d'altres parròquies per exemple, els Bosc de Lliçà o els Masponç i els Brustenga de Santa Eulàlia. Aquesta capacitat els va permetre superar moments crítics, com l'epidèmia de pesta que va assolar la zona l'estiu de 1653. Aleshores, en tan sols cinc dies, moriren cinc persones del mas. L'any 1835, Maria Montcau, hereva i pubilla del mas Montcau, es va casar amb Josep Rovira de Villar, hereu del mas homònim de Santa Maria de Llerona, de manera que, des de llavors, can Montcau ha esdevingut una masoveria. Els Rovira de Villar van convertir-se en un dels principals propietaris rurals del Vallès, i van intervenir de forma activa en la vida associativa de la comarca durant el primer quart del segle xx. La família Rovira de Villar va posseir el mas fins al darrer quart de la centúria passada.

## Situació
Masia situada al sud-est de Lliçà d'Amunt, formant un veïnatge amb ca l'Orlau i can Dunyó.